# Geórgios Soufliás
 (octobre 2023).
Geórgios Soufliás (en grec moderne : Γεώργιος Σουφλιάς), né le 7 juillet 1941 à Pharsale en Grèce, est un homme politique grec. Membre de la Nouvelle Démocratie, il est ministre de l'économie, ministre des Finances, ministre de l'Éducation nationale et ministre de l'Environnement de divers gouvernements de 1989 à 2009.

## Biographie
Né à Pharsale en 1941, il fait des études de génie civil à l'université polytechnique d'Athènes. Il exerce sa profession dans sa ville natale de 1966 à 1974. Il entre alors en politique.
De 1974 à 1996, il est élu membre du parlement hellénique pour Larissa. Il exerce alors diverses fonctions ministérielles :
- ministre adjoint à l'intérieur du gouvernement Konstantínos Karamanlís VII (1977-1980)
- ministre adjoint à la coordination du gouvernement Rállis (1980-1981)
- ministre de l'économie nationale du gouvernement Grívas (1989)
- ministre des finances gouvernement Zolótas (1989-1990)
- ministre de l'économie nationale et du tourisme puis ministre de l'éducation nationale du gouvernement Mitsotákis (1990-1993)
- ministre de l'Environnement, de l'Aménagement du territoire et des Travaux publics des gouvernements gouvernement Karamanlís I et gouvernement Karamanlís II

En 1997, il brigue la présidence de la Nouvelle Démocratie mais est défait par Konstantínos Karamanlís. L'année suivante, avec deux autres élus ND, il vote contre un projet de loi gouvernemental et est exclu de son parti. Il se présente donc pas aux législatives de 2000. L'année suivante, Karamanlís l'invite à rejoindre le giron du parti, ce qu'il fait. Il est réélu au parlement en 2004 puis 2007, mais pas en 2009. Il annonce alors qu'il se retire définitivement de la vie politique.